# London Millennium Bridge

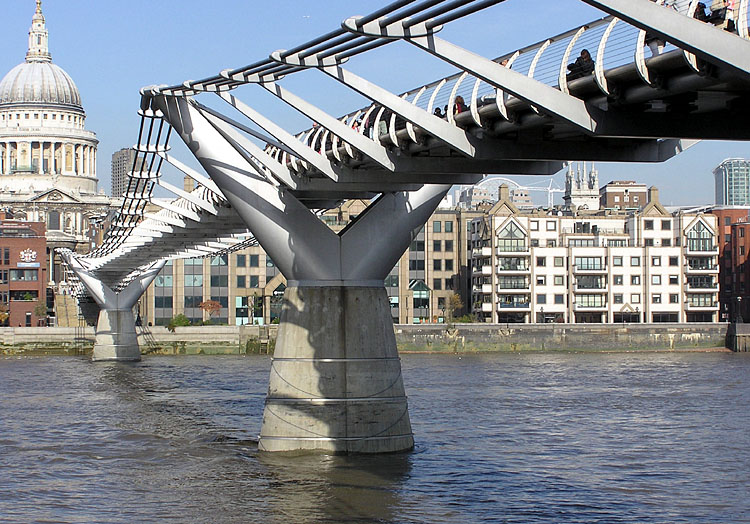
Bron sedd från Themsens södra strand

London Millennium Bridge är en gångbro över Themsen i London och den förbinder Bankside med City of London. Bron öppnade 10 juni 2000 och är den första nya bron över Themsen sedan Tower Bridge öppnades 1894. Bron är belägen mellan Blackfriars Railway Bridge och Southwark Bridge.
Brons södra fäste ligger nära Globe Theatre, Bankside Gallery och Tate Modern och nära fästet på norra sidan ligger St Pauls-katedralen.
Kort efter öppnandet i juni 2000 fick bron stängas på grund av att fotgängare upplevde att bron gungade på ett för några obehagligt sätt. Bron modifierades och först två år senare öppnades den igen.

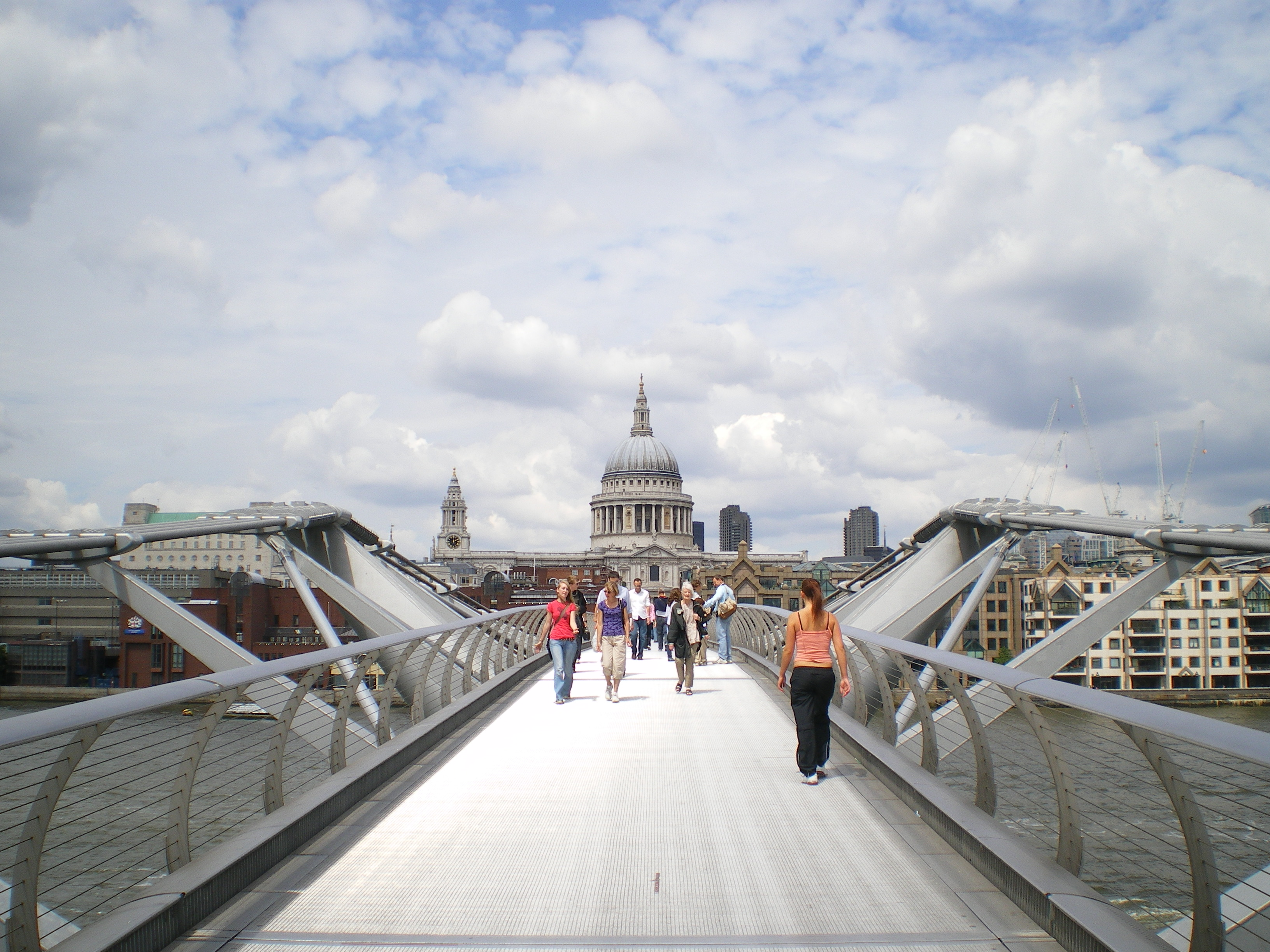
Bron med Saint Paul's Cathedral i bakgrunden